# Jean Bérain der Ältere

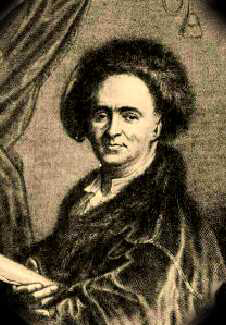
Jean Bérain der Ältere

Jean Bérain der Ältere (* 14. Juni 1640 in Saint-Mihiel, heutiges Département Meuse; † 24. Januar 1711 in Paris) war ein vielseitiger französischer Maler, Zeichner und Kupferstecher, der als königlicher Kammer- und Kabinettzeichner (1674) Ludwigs XIV. Ornament- und Dekorationsmalereien ausführte und Entwürfe für Möbel und Goldschmiedearbeiten sowie Kartons für Bildwirkereien schuf. Als Dekorateur höfischer Feste und Aufführungen gestaltete er Kulissen und Theaterkostüme und erfand Bühnenmaschinerien.
Er war einer der maßgeblichen Vertreter des klassizistischen Barockstils, für den in den Bereichen der Innenausstattung und der Möbelkunst der Fachbegriff Louis-quatorze-Stil verwendet wird.

## Leben
Jean Bérain entstammte einer lothringischen Familie von Büchsenmachern und publizierte schon im Alter von 19 Jahren eine Schrift mit dem Titel Diverses pièces utiles pour les arquebusiers (deutsch: Diverse für die Arkebusiere nützliche Teile).
Von Charles Le Brun (1619–1690), der 1662 zum ersten Hofmaler Ludwigs XIV. avancierte, in der Malerei unterwiesen, zählte er – gemeinsam mit den etwa gleichaltrigen Malern Charles de Lafosse (1640–1716) und Jean Jouvenet (1644–1717) – zu dessen begabtesten Schülern dieser Altersklasse.
Neben Henri Gissey († 1673) entwarf Bérain die Kostüme für die großartigen Paraden des sogenannten Carrousels von 1662, einer von Ludwig XIV. nach seiner tatsächlichen Machtübernahme (1661) im Hof des Palais des Tuileries unter Mitwirkung von etwa 500 adligen Reitern und ihren Begleitern für rund 15.000 Gäste veranstalteten Festlichkeit.
Seit dem Jahr 1674 in der Nachfolge von Henri Gissey als dessinateur de la Chambre et du Cabinet du Roi in höfischen Diensten stehend, inszenierte Jean Bérain weitere Carrousels, zahlreiche Zeremonien, Feste, Maskeraden, Bälle, Theater-, Ballett- und Opernaufführungen und sonstige divertissements. Wie vielen Hofkünstlern wurde ihm eine Wohnung im Palais du Louvre zur Verfügung gestellt.
Im Jahr 1680 trat er die Nachfolge Carlo Vigaranis (1637–1713) als offizieller Dekorateur der Académie royale de musique an.
Jean Bérain starb im Jahr 1711 im Alter von über 70 Jahren in Paris.
Sein Atelier übernahm sein Sohn Jean Bérain der Jüngere (1674–1726). Sein Werk wurde nach seinem Tod von seinem Schwiegersohn, dem königlichen Uhrmacher Jacques Thuret, veröffentlicht.

## Werk
Ein großer Teil des Lebenswerkes Jean Bérains des Älteren bestand in prachtvollen, vergänglichen Dekorationen, Kostümen und Maschinerien, für die er als geschmackvoller, fantasie- und einfallsreicher Künstler gepriesen wurde. Davon erhalten blieben lediglich Entwürfe und die zahlreichen danach angefertigten, teils von Bérain selbst publizierten Radierungen. Diese brachten unter anderem die in der Pariser rue Saint-Jacques ansässigen Stecher und Kunsthändler wie Claude-Auguste Berey, Pierre-Jean Mariette und die Brüder Jean und Nicolas Bonnard in Umlauf. Originalzeichnungen besitzen das Musée du Louvre in Paris, das Musée des châteaux de Versailles et de Trianon in Versailles und das Musée Condé in Chantilly, eine weitere sehr bemerkenswerte Sammlung befindet sich im Nationalmuseum in Stockholm.

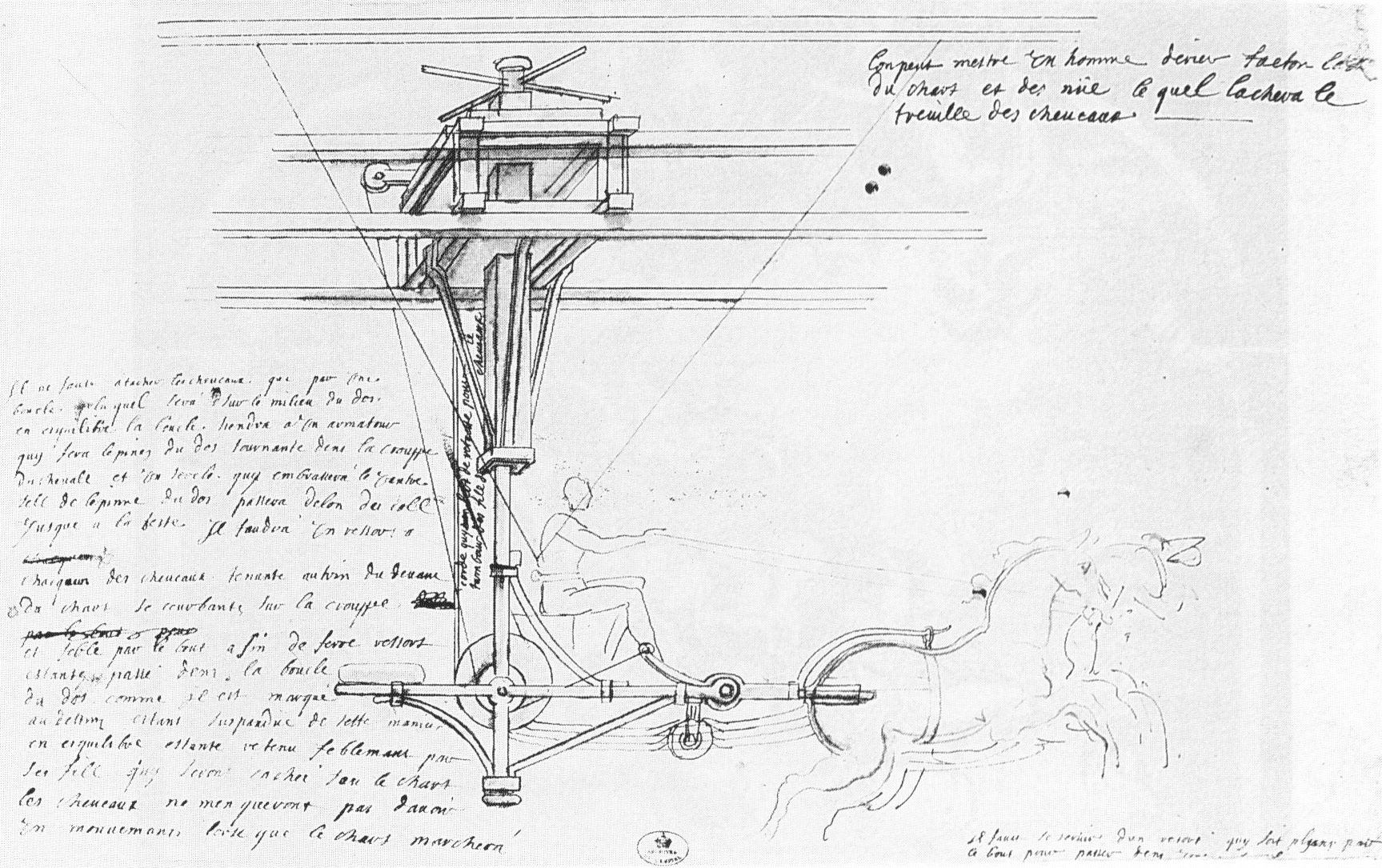
Skizze des Sonnenwagens des Phaéton in Lullys gleichnamiger Oper

Unter den Theaterinszenierungen, für die Bérain komplizierte Maschinerien erfand, blieben die spektakulären Szenen des Ausbruches des Vulkanes Ätna in der Proserpine (1680) und des aus den Fluten steigende Neptun in Phaëton (1683) in Erinnerung, insbesondere aber die Schlussszene mit dem furcht- und schwindelerregenden Absturz des von Phaëton gelenkten Sonnenwagens in ein tobendes Meer.
Im Jahr 1688 wandte sich Monseigneur le Prince, Henri-Jules de Condé, Sohn des Grand Condé, während der Planung des Empfangs, zu dem er Monseigneur, den Grand Dauphin, am 29. August in sein Schloss Chantilly bat, an Bérain, der anlässlich dieses Ereignisses einen Teil von Jules Hardouin-Mansarts Orangerie für die Aufführung von Jean-Louis Lullys Musikdrama Orontée in einen Theatersaal verwandelte.
Ein ganz anderes, weniger theatralisches, viel subtileres Register zog Berain in den für ihn charakteristischen Entwürfen für Möbel, Goldschmiedearbeiten und Bildwirkereien. Sie zeichnen sich durch eine Abkehr von dem schweren, schwülstigen Barockstil und die Übernahme der Grotesken aus der Renaissance aus, die der Dekorationskünstler in luftige Arabesken verwandelte. Diese zarten, raffinierten, mit Bandmotiven verschlungenen und daher auch als Bandelwerk bezeichneten Rankenornamente sind eines der Merkmale seiner Kartons für die im Jahr 1664 gegründete Manufacture de Tapisseries de Beauvais. Bérain verwendete sie jedoch in allen Bereichen der Raumdekoration. Ihre phantasievollen, heiteren Motive und ihre schlanken, eleganten Linien weisen bereits auf den Stil der Régence hin.
Der von dem Künstler geprägte und nach ihm Berain-Stil benannte Dekorationsstil hatte nennenswerten Einfluss in Holland, England und Deutschland. In Frankreich wurde er unter anderem in den späteren Produktionen der Porzellanmanufakturen von Sèvres und Limoges verwendet.

### Werksauswahl
Theaterdekorationen, Kostüme für Carrousels und Theateraufführungen, Maschinerien:
- 1662: Kostümentwürfe für das im Hof des Tuilerienpalastes für Ludwig XIV. ausgerichtete Carrousel von 1662
- 1674: Dekor für das musikalische Drama Alceste von Jean-Baptiste Lully
- 1675: Dekor und Kostümentwürfe für das in der Académie royale de musique aufgeführte musikalische Drama Thésée von Jean-Baptiste Lully
- 1671: Kostümentwürfe für das am Hof in Versailles uraufgeführte Ballett Le triomphe de l'amour
- 1680: Dekor und Kostümentwürfe für das im Schloss Saint-Germain-en-Laye uraufgeführte musikalische Drama Proserpine von Jean-Baptiste Lully; Originalzeichnungen in Stockholm, Nationalmuseum, Sammlung Carl Gustaf Tessin
- 1683: Kostümentwürfe für das im Januar in der Manege der Grands écuries in Versailles uraufgeführte Musikdrama Phaëton, Dekor und Maschinerie für die ab März im Théâtre du Palais-Royal stattfindenden folgenden Aufführungen
- 1685: Kostümentwürfe für das in Versailles veranstaltete Carrousel des Galants Maures, unter anderem die des Grand Dauphin und seiner Quadrille, der Herzöge von Bourbon, von Gramont usw.
- 1688: Theatersaal in der Orangerie des Schlosses Chantilly für die Aufführung des musikalischen Dramas Orontée von Jean-Louis Lully
- 1690: Dekor und Kostümentwürfe für das in der Académie royale de musique aufgeführte musikalische Drama Enée et Lavinie von Pascal Collasse

Kartons für Bildwirkereien:
- Sechs Kartons für die Trophés Marins; ein Exemplar des aus sechs Werken bestehenden Wandbehanges, den die Manufacture de Tapisseries de Beauvais nach diesen Kartons wirkte, befindet sich in Paris im Musée du Louvre.

Anordnung der Spiegelgalerie im Schloss Versailles für den Empfang des Gesandten von Siam (1686):
- 1686: La Galerie des Glaces avec le trône et le mobilier d'argent, aménagement pour l'ambassadeur du Siam en 1686, nach Bérain radiert von Dolivart, Versailles, Schloss Versailles

Sonstiges:
- 1688: Dessein de la colation qui fut donné à Monseigneur le Prince dans le milieu du labirinte à Chantilly le 29 Aoust 1688, nach Bérain radiert von Dolivart in Mercure, September 1688